# Садовое (Мелитопольский район)
Садовое (укр. Садове) — посёлок,
Новенский сельский совет,
Мелитопольский район,
Запорожская область,
Украина.
Код КОАТУУ — 2323081807. Население по переписи 2001 года составляло 640 человек.

## Географическое положение

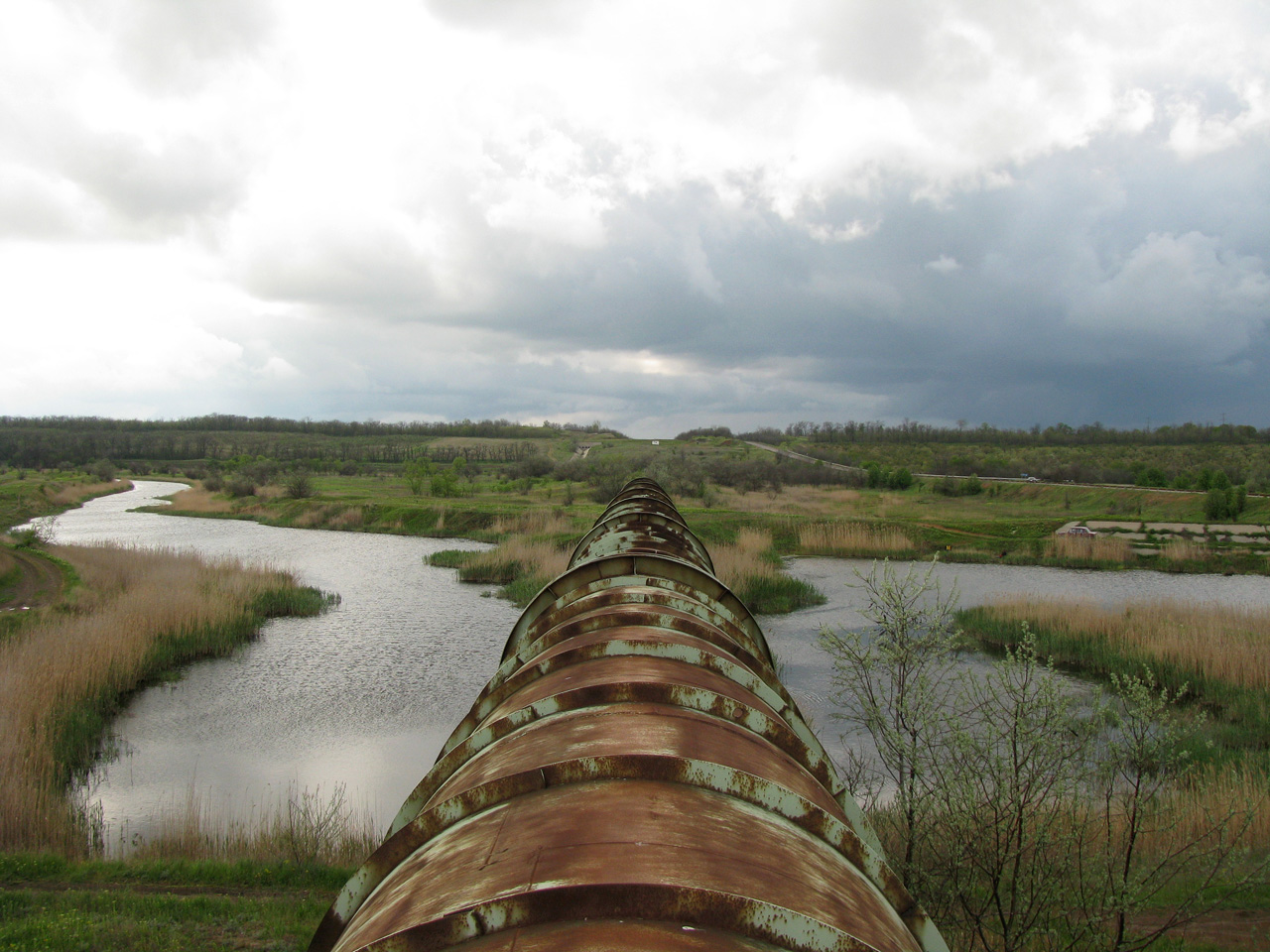
Труба, по которой канал Р-9 должен был пересекать Молочную реку у околицы села. Канал достроен не был. Он заканчивается на холме в центре фотографии.

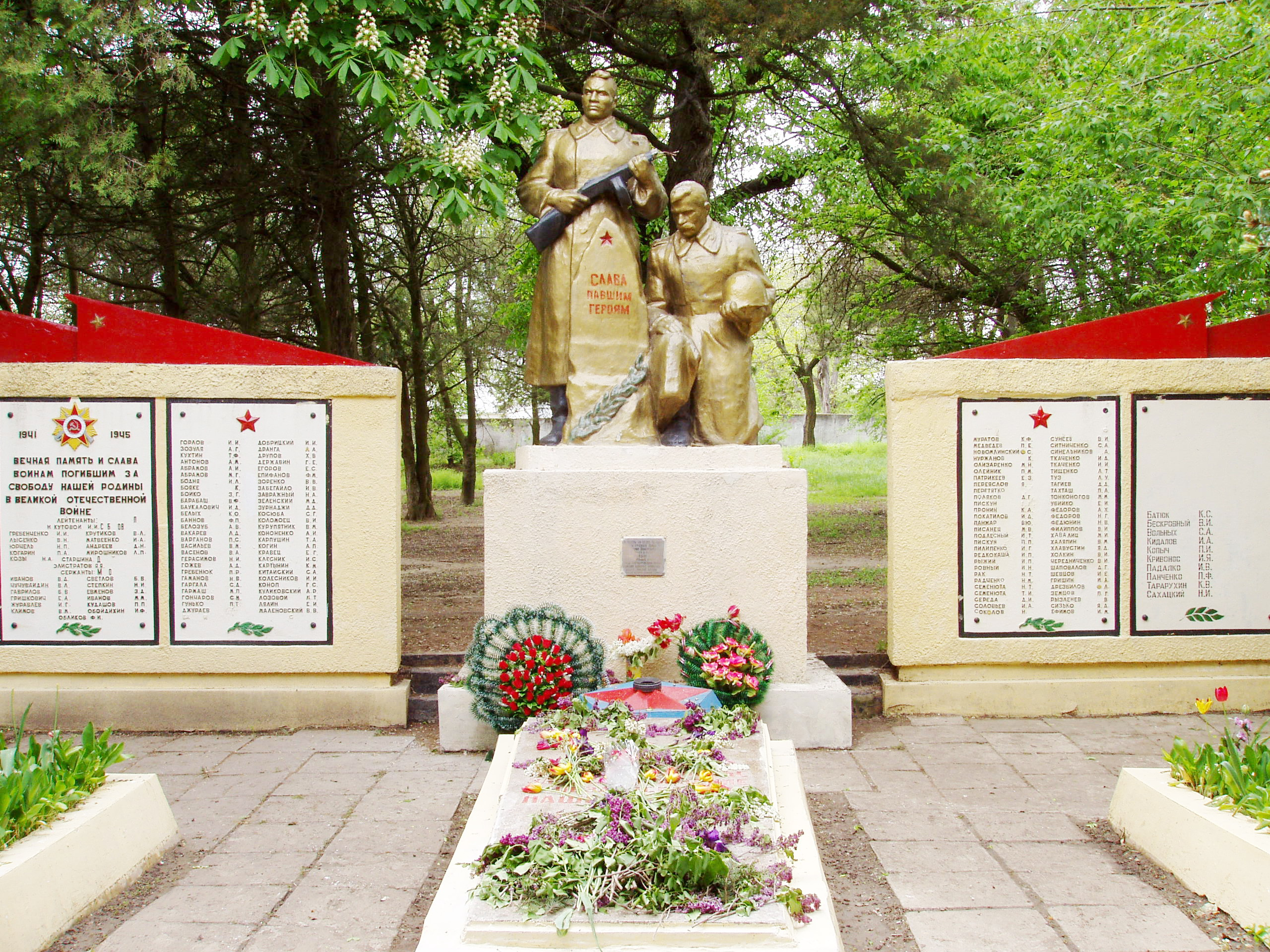
Памятник на братской могиле советских воинов.

Посёлок Садовое находится на правом берегу реки Молочная,
выше по течению примыкает город Мелитополь,
на противоположном берегу — село Константиновка.
Река в этом месте извилистая, образует лиманы, старицы и заболоченные озёра.
Рядом проходит автомобильная дорога М-14 (E 58).
Параллельно ей идёт оросительный канал Р-9, который заканчивается недалеко от Садового.
Посёлок окружён большими садами.

## Экономика
- Культивирование подсолнечника и гриба вёшенка[источник не указан 2068 дней].

## Объекты социальной сферы
- Начальная школа. Садовская общеобразовательная школа I ступени расположена по адресу ул. Западная, 42. В школе 4 класса, 17 учеников и 8 сотрудников. Язык обучения украинский. Директор — Лазуткина Наталья Георгиевна[2]. Школа была построена в 1960 году по типовому проекту. Выпускники Садовской начальной школы продолжают обучение в школах Мелитополя[3].
- Клуб[3].

## Достопримечательности
- В Садовом находится блиндаж, где в октябре 1943 года был наблюдательный пункт 54-го стрелкового корпуса под командованием генерал-лейтенанта Т. К. Коломийца[4].